# Бригантін (Нью-Джерсі)
Бригантін (англ. Brigantine) — місто (англ. city) в США, в окрузі Атлантик штату Нью-Джерсі. Населення — 7716 осіб (2020).

## Географія
Бригантін розташований за координатами 39°25′38″ пн. ш. 74°23′23″ зх. д. / 39.42722° пн. ш. 74.38972° зх. д. (39.427291, -74.389617).  За даними Бюро перепису населення США в 2010 році місто мало площу 26,84 км², з яких 16,54 км² — суходіл та 10,30 км² — водойми.

### Клімат
| Клімат : Бригантін      | Клімат : Бригантін | Клімат : Бригантін | Клімат : Бригантін | Клімат : Бригантін | Клімат : Бригантін | Клімат : Бригантін | Клімат : Бригантін | Клімат : Бригантін | Клімат : Бригантін | Клімат : Бригантін | Клімат : Бригантін | Клімат : Бригантін | Клімат : Бригантін |
| Показник                | Січ.               | Лют.               | Бер.               | Квіт.              | Трав.              | Черв.              | Лип.               | Серп.              | Вер.               | Жовт.              | Лист.              | Груд.              | Рік                |
| Середній максимум, °C   | 5,1                | 6,2                | 9,8                | 14,5               | 19,8               | 24,9               | 27,7               | 27,2               | 24,1               | 18,4               | 13,2               | 7,8                | 16,6               |
| Середня температура, °C | 1,1                | 2,2                | 5,7                | 10,6               | 15,8               | 21,0               | 24,0               | 23,4               | 20,1               | 14,2               | 9,1                | 3,8                | 12,6               |
| Середній мінімум, °C    | −2,9               | −1,8               | 1,6                | 6,6                | 11,7               | 17,1               | 20,3               | 19,8               | 16,1               | 9,9                | 4,8                | −0,3               | 8,6                |
| Норма опадів, мм        | 81                 | 73                 | 104                | 90                 | 78                 | 72                 | 84                 | 102                | 77                 | 90                 | 85                 | 98                 | 1034               |
| Вологість повітря, %    | 68.1               | 67.3               | 64.6               | 66.2               | 70.6               | 74.2               | 73.9               | 75.6               | 74.0               | 71.6               | 69.5               | 68.7               | 70.4               |
| ----------------------- | ------------------ | ------------------ | ------------------ | ------------------ | ------------------ | ------------------ | ------------------ | ------------------ | ------------------ | ------------------ | ------------------ | ------------------ | ------------------ |
| Джерело: PRISM          |                    |                    |                    |                    |                    |                    |                    |                    |                    |                    |                    |                    |                    |

## Демографія
Згідно з переписом 2010 року, у місті мешкало 9450 осіб у 4294 домогосподарствах у складі 2520 родин. Було 9222 помешкання
Расовий склад населення:
| - 87,3 % — білих - 4,7 % — азіатів - 2,9 % — чорних або афроамериканців - 0,2 % — корінних американців - 2,5 % — осіб інших рас |

До двох чи більше рас належало 2,3 %. Частка іспаномовних становила 6,9 % від усіх жителів.
За віковим діапазоном населення розподілялося таким чином: 16,4 % — особи молодші 18 років, 61,8 % — особи у віці 18—64 років, 21,8 % — особи у віці 65 років та старші. Медіана віку мешканця становила 48,4 року. На 100 осіб жіночої статі у місті припадало 95,4 чоловіків;  на 100 жінок у віці від 18 років та старших — 92,1 чоловіків також старших 18 років.
Середній дохід на одне домашнє господарство  становив 81 226 доларів США (медіана — 57 031), а середній дохід на одну сім'ю — 94 972 долари (медіана — 79 330). Медіана доходів становила 56 736 доларів для чоловіків та 42 446 доларів для жінок. За межею бідності перебувало 11,9 % осіб, у тому числі 19,9 % дітей у віці до 18 років та 3,5 % осіб у віці 65 років та старших.
Цивільне працевлаштоване населення становило 4527 осіб. Основні галузі зайнятості: мистецтво, розваги та відпочинок — 31,7 %, освіта, охорона здоров'я та соціальна допомога — 19,3 %, науковці, спеціалісти, менеджери — 9,1 %, роздрібна торгівля — 8,9 %.